# Mikijeva radionica
Mikijeva radionica (engl. The Mouse Factory) je bila serija kompanije  koja se prvi put emitovala između 1971. i 1973. godine na Američkoj nacionalnoj televiziji. U seriji su gostovale poznate ličnosti, koje su uz prikazivanje isečaka iz Diznijevih filmova, deci objašnjavale različite aspekte sveta koji ih okružuje.
Iako nije bio najbolji iz Diznijeve produkcije i zbog toga prekinut nakon druge sezone, na području bivše SFRJ se ovaj serijal ekstenzivno, sa mnogim reprizama, emitovao tokom 1980-ih i 1990-ih na kanalima Jugoslovenske radio-televizije (JRT), Radio-televizije Beograd (RTB) i kasnije Radio-televizije Srbije (RTS). Emitovanje je počelo 1979. godine a završilo 1996. godine, a sinhronizaciju je radila TV Beograd. Glasove su pozajmili Nikola Simić (Miki i Šilja), Nada Blam (Mini), Milutin Mića Tatić (Paja Patak), Vlastimir Đuza Stojiljković, Ljubiša Bačić i Miroslav Bijelić. Naročito je bila popularna završna sekvenca sa deda Stajom kada se nađe u mehanizmu ogromnog sata i izgovara rečenicu:
| „Čemu ovo služi (a uz to i ne radi)?” |

Originalni snimci srpske sinhronizacije izgubljeni su 1999. godine tokom Bombardovanja zgrade RTS-a, ali neki snimci sa TV-a i VHS-a dostupni su na internetu.
Prva epizoda koja se emitovala na području bivše SFRJ je "Borba s bikovima" 4.2.1979. godine na Prvom programu TV Beograd.

## Ekipa
Režiser i producent:
- Vord Kimbal (Ward Kimball)

Scenaristi:
- Džon Hanrahan (John Hanrahan)
- Tom Dagen (Tom Dagenais)

RTB ekipa
- Ton majstori:  Đorđe Đurović, Vladimir Dodig, Miodrag Ž. Vučković, Nebojša Stojanović, Dragan Momčilović, Đuro Pregović, Rihard Merc, Vuko Dabuško
- Prevod:  Ljiljana Radović, Dejan Mitrović, Nada Zorić
- Realizacija: Slavko Tatić
  - Glasovi: Mića Tatić, Ljubiša Bačić, Nada Blam, Vlastimir Đuza Stojiljković, Nikola Simić, Sanja Milosavljević, Miroslav Bijelić, Žiža Stojanović, Radmila Andrić, Zoran Miljković, Ljiljana Marić, Božidar Stošić, Dobrila Matić, Mirjana Marić

## Spisak epizoda
Iz produkcije je izašlo ukupno 43 epizoda, i to:
| Epizode | Sezona | Naslov                                                                | RTB naslov              | Gost emisije           |
| ------- | ------ | --------------------------------------------------------------------- | ----------------------- | ---------------------- |
| 1       | I      | Izleti (Vacations)                                                    | Оdmor                   | Čarls Nelson Rajli ()  |
| 2       | I      | Jednakost žena (Women’s Lib)                                          | Malo pesme, malo igre   | Džo An Vorli - )       |
| 3       | I      | Najlepše narodne bajke (Folk Tale Favorites)                          | Priče za decu           | Džoni Braun ()         |
| 4       | I      | Jezivo i magično (Spooks and Magic)                                   | Svet čarolija           | Filis Diler ()         |
| 5       | I      | Vežbe i kondicija (Physical Fitness)                                  | Fizička spremnost       | Don Knots ()           |
| 6       | I      | Odlazak u prirodu (The Great Outdoors)                                | Ljubitelji prirode      | Dom Deluis ()          |
| 7       | I      | Sportovi na vodi (Water Sports)                                       | Bilo kuda voda svuda    | Džo Flin ()            |
| 8       | I      | Poslovi (Man at Work)                                                 | Zanimanja               | Džon Bajner ()         |
| 9       | I      | Muzika (Music)                                                        | Zvuci i muzika          | Skajlis i Henderson () |
| 10      | I      | Putovanje na planete (Interplanetary Travel)                          |                         | Džonatan Vinters ()    |
| 11      | I      | Stanari (Homeowners)                                                  | Vlasnici vikendica      | Džim Bahus ()          |
| 12      | I      | Pasivni sportovi (Spectator Sports)                                   | Ljubitelji sporta       | Čarls Nelson Rajli ()  |
| 13      | I      | Konji (Horses)                                                        | Konji                   | Džo An Vorli ()        |
| 14      | I      | Avijacija (Aviation)                                                  | Avijacija               | Džoni Braun ()         |
| 15      | I      | Povratak prirodi (Back to Nature)                                     | Povratak prirodi        | Voli Koks ()           |
| 16      | I      | Korida (Bullfighting to Bullfrogs)                                    | Priče sa divljeg zapada | Pat Batram ()          |
| 17      | I      | Sportovi (Sports)                                                     | Sve o sportu            | Pat Polsen ()          |
| 18      | II     | Aligatori (Alligators)                                                | Aligatori               | Džoni Braun ()         |
| 19      | II     | Pol Banjan (Paul Bunyan)                                              | Pol Banjanj             | Džim Bahus ()          |
| 20      | II     | Borbe bikova (Bullfighting)                                           | Borba s bikovima        | Bil Dana ()            |
| 21      | II     | Vitezovi (Knighthood)                                                 | Viteško doba            | Henri Džibson ()       |
| 22      | II     | Pas Pluto (Pluto)                                                     | Pluton                  | Džon Astin ()          |
| 23      | II     | Slonić mezimče (Goliath II)                                           | Slonče Ćira             | Kurt Rasel ()          |
| 24      | II     | Šou miševa (The Mouse Show)                                           | Miševi                  | Dejv Maden ()          |
| 25      | II     | Mačke (Cats)                                                          | Mačke                   | Šari Luis ()           |
| 26      | II     | Bendžamin Frenklin (Ben Franklin)                                     | Ben Frenklin            | Vali Koks ()           |
| 27      | II     | Miki Maus (Mickey Mouse)                                              | Miki Maus               | Anet Faničelo ()       |
| 28      | II     | Lavovi (Lions)                                                        | Lavovi                  | Henri Džibson ()       |
| 29      | II     | Unutrašnji glasovi (Consciences)                                      | Savest                  | Hari Morgan ()         |
| 30      | II     | Nojeva Barka (Noah’s Ark)                                             | Nojeva barka            | Bil Dana ()            |
| 31      | II     | Lov (Hunting)                                                         | Lov                     | Džon Austin ()         |
| 32      | II     | Sportovi (Sports)                                                     | Gledanje televizije     | Nipsi Rasel ()         |
| 33      | II     | Remorkeri (Tugboats)                                                  | Remorkeri               | Dejv Maden ()          |
| 34      | II     | Automobili (Automobiles)                                              | Automobili              | Ken Beri ()            |
| 35      | II     | Vozovi i san (Trains)                                                 | Vozovi                  | Hari Morgan ()         |
| 36      | II     | Dom (Homes)                                                           | Dom                     | Džim Bahus ()          |
| 37      | II     | Ser Žile i Snebivljiva aždaja (The Reluctant Dragon)                  | Snebivljiva aždaja      | Vali Koks ()           |
| 38      | II     | Točak (Wheels)                                                        | Točak                   | Džoni Braun ()         |
| 39      | II     | Zimske radosti (Winter Fun)                                           | Zimske čarolije         | Kurt Rasel ()          |
| 40      | II     | Pingvini (Penguins)                                                   | Pingvini                | Anet Faničelo ()       |
| 41      | II     | Slonovi (Elephants)                                                   | Cirkuski slonovi        | Nipsi Rasel ()         |
| 42      | II     | Miki i čarobni pasulj (Fun and Fancy Free - Mickey and the Beanstalk) | Miki i čarobni pasulj   | Šari Luis ()           |
| 43      | II     | Ples (Dancing)                                                        | Igra                    | Ken Beri ()            |

## Napomene
1. ↑  Ulazi u urbani sleng generacije, što potvrdjuje i Vukajlija: "Koristi se prilikom susreta sa nekom komplikovanom napravom, veoma kompleksnom i zakukuljenom."
2. ↑  Zbog nedostupnosti te informacije, ne preklapaju se svi nazivi ovde sa zvanično prevedenim nazivima.